# 恋と嘘
『恋と嘘』（こいとうそ、英: LOVE and LIES）は、ムサヲによる日本の漫画作品。略称は「恋嘘」。『マンガボックス』（DeNA）にて2014年8月から2022年1月まで連載された。2022年1月時点で累計発行部数は280万部を突破している。
2017年7月から同年9月までテレビアニメが放送され、2017年10月には実写映画が公開された。

## 概要
超・少子化対策基本法（通称：ゆかり法）により、満16歳以上の少年少女は自由恋愛が禁止となり、国が国民の遺伝子情報に基づいて決めた最良の伴侶と恋愛をして結婚をしなくてはならなくなる。子作りから家庭を作ることを義務付けられ、部分的な管理社会政府から子育てからセックスについての指導が入るほどとなっている。
通知を特筆するような理由も無しに拒否すると社会不適合者と裏付けされ、その後の行動に裏で政府干渉が入るとなった未来世界。
施行から幾年か経ち、ゆかり法によって生まれた子供がいわゆる「ゆかり世代」となった時代、政府によって遺伝子レベルで最良と選別され結婚が決められた少女と、自身が本当に好きで忘れられない初恋の少女、その間で心が揺れ動く少年の恋愛物語。

## あらすじ
主人公の根島由佳吏は、16歳の誕生日を迎えた日に、決定された将来の結婚相手が伝えられる政府通知を受け取る。未来の妻となる真田莉々奈との結婚を前提とした交際がスタートした。しかし、由佳吏は誕生日の前日に小学生のころから好きだったことを告白し、共に両思いであることが判り、キスを交わした相手である高崎美咲が存在することを莉々奈に正直に話す。

## 登場人物
担当声優は、特別記載がない限りはテレビアニメ版でのキャスト。
ネジ / 根島 由佳吏（ねじま ゆかり）
声 - 逢坂良太、嶋村侑（幼少期） / 内匠靖明（2015年PV）
本作品の主人公。1999年5月8日生まれ。O型。身長169cm。北箕面崎高等学校一年生。神奈川県箕面崎市在住。古墳マニアで模型も上手く、将来も古墳に関わる道へ進みたいと思っている。妹が1人いる。五年間片思いしていた美咲と両思いだったことが分かりキスもするが、直後に一条と矢嶋が現れ、将来の結婚相手が書かれた政府通知を渡される。ゆかり法については興味をもちつつも真剣に調べていなかったため、政府通知を無視して普段通り登校し大騒動になってしまう。これにより政府通知の強制力をようやく理解するが、それでも美咲を選ぼうと決意した矢先、美咲本人から深謀遠慮もなくゆかり法に逆らうという決断の愚かさを叱咤されてしまう。傷心のままで見合い会場へ向かい莉々奈と出逢う。
当初は莉々奈のことをただの政府通知の相手と考えていたが、次第に距離を縮め惹かれていき、恋愛感情を抱いていく。
高崎 美咲（たかさき みさき）
声 - 花澤香菜 / 千菅春香（2015年PV）
本作品のヒロイン。北箕面崎高校一年生。1999年4月14日生まれ。A型。160cm。由佳吏の初恋の相手であり、ファーストキスの相手。スタイルの良い巨乳。由佳吏に政府通知が届いてからは忘れようと距離を取っていたが、彼を忘れられず、度々彼とキスをしたり莉々奈たちとともに出かけたりしている。
実は小学生の時から由佳吏のことが好きで、5年間ずっと思い続けてきた。しかし、政府通知の相手であり友人である莉々奈のこともあり、罪悪感からキャンプの後「根島くん禁止令」を自らに出し意図的に距離を取っていた。弟は二人いるがそれぞれ両親が違う弟らしく、家庭環境も再婚など何かしらの事情を抱えている。
真田 莉々奈（さなだ りりな）
声 - 牧野由依 / 新田ひより（2015年PV）
本作品のもう1人のヒロイン。1999年3月31日生まれ。B型。髪型はツインテール。私立理城学院女子高等学校二年生。神奈川県茅乃市在住。由佳吏の政府通知の相手で、初対面の時に上の空だった由佳吏を気に入らず、すぐに和解するも自分の他に好きな子がいることを見抜く。誰もが羨む美少女で、地域で一番の女子高に通っており学年トップの成績を誇る才女だが、幼少期体が弱く中学一年の半ばまでまともに通学できていなかったのもあり、学校では影で苗字をもじったサナダムシとアダ名が付けられている少し浮いた存在。しかし、由佳吏と出会ってから雰囲気が柔らかくなったと言われ、有紗をはじめ同級生から話しかけられるようになってきている。
前述の通り、友達がいなかったために初めて出来た友達である美咲と由佳吏をくっつけようとする。だが、キャンプの際仁坂に「高崎（美咲）とネジ（由佳吏）がくっついたらお前はどこにいる」と言われ困惑するも、由佳吏は美咲と結ばれるべきだと改めて決心し2人の恋を応援していくことを決める。
仁坂 悠介（にさか ゆうすけ）
声 - 立花慎之介
由佳吏の親友でクールな少年。1999年12月22日生まれ。A型。好物はイチゴ。整っている容姿から何でも出来るように見えるが、料理は苦手で肉を切ることも出来ず、虫も苦手。由佳吏と美咲の秘密の仲に気づいている。由佳吏に好意を抱いているようで教室で眠っていた由佳吏にキスをしている。そのため、由佳吏の初恋の相手である美咲のことは気に食わないのか互いに睨み合っている描写が見られる。
五十嵐 柊（いがらし しゅう）
声 - 喜多村英梨
美咲の中学時代からの友人。ゆかり法提唱者の孫で担当者と知り合いで関連施設に出入りしている。その関係で根島に届いた政府通知の秘密を知っている。
一条 花月（いちじょう かげつ）
声 - 黒沢ともよ
由佳吏たちの政府通知を担当する厚生労働省の女性職員。明け透けとキスや性交渉の話を持ち出し、由佳吏と莉々奈を困惑させるが、職務は真面目にこなし、担当相手の個人情報は当事者以外の人間には絶対に喋らない。中学時代から政府通知が来るまで矢嶋と付き合っていた様子。矢嶋が結婚してくれるなら政府通知を蹴るとまで言ったが、矢嶋の決心が着かず結局は政府通知の相手と結婚した。
結婚後は良好な夫婦生活を営んでいると見なされているが、実際には信じていた矢嶋が自分を選べなかったことに今でも深く傷ついたままの状態になっている。自身の結婚を含め、たとえ心から愛している人がいても都合のいい異性から誘われれば人間は簡単になびくものと悟っており、矢嶋が今でも自分を想っているのは過去の思い出を過大に美化したものに過ぎないと切り捨てている。美咲を愛し莉々奈も大切にしようと奔走する由佳吏の行動には内心うんざりさせられていたらしく、己の体を張って由佳吏に現実の厳しさを教えた。
入籍後には夫の籍に入っているが、対外的には以前から使用している一条姓を名乗っている。
矢嶋 基（やじま もとい）
声 - 谷山紀章
一条の同僚の男性職員。高校生のころの政府通知に関して苦い思い出があるせいか、職務に少々不真面目なところがある。露骨な一条によく突っ込んでいる。中学時代から政府通知が来るまで一条と付き合っていた様子。その後は自分にも届いた政府通知の相手と結婚したが初夜の際に一条の香りを覚えていることを自覚、以降は2年間別居状態にある。結婚相手の方も矢嶋の心情を理解してか、現在では既婚者の男性と浮気関係にあるなど夫婦関係は崩壊している。ゆかり法を推奨する厚生労働省において、模範となるべき担当職員が夫婦関係破綻ということは非常に問題視されているらしく、左遷確定の窓際職員になることを恐れ現状を公にできないことを由佳吏に明かしている。
竹田 大樹
声 - 安達勇人
ネジの小学生のころからの友人。政府通知が来た当時は結婚しない宣言をしていたが、今では交際中の相手の「吉木 遥」（声 - 南里侑香）を大切に思っており、度々惚気を聞かされているネジは若干辟易している。ゆかり法についてはネジと違い一通り目を通していたらしく、ネジが政府通知を無視して普段通り登校してきた際はその無謀さをすぐに指摘しネジに再考を促した。
加藤 絢乃
声 - 高槻かなこ
美咲の友人。
相生 怜奈
声 - 前田玲奈
美咲の友人。
柴田 渉
声 - 川原慶久
ネジの友人。
伊勢崎 健太
声 - 浜添伸也
ネジの友人。
美作 有紗
声 - 嶋村侑
莉々奈の友人。莉々奈の入院時担当だった研修医の「美作 尚樹」（声 - 福山潤）の妹。兄に恋情ともとれる特別な想いを抱いていた。莉々奈に次ぐ学年2位の成績で、兄の影響もあり医者を目指している。
根島 雄二
声 - 檜山修之
ネジの父。眼鏡をかけている。
根島 智里
声 - 木村亜希子
ネジの母。ネジの父、雄二曰く、初対面で罵倒した莉々菜とそっくりとのことで、強気な性格がうかがえる。
根島 きずな
声 - 本渡楓
ネジの妹。兄の結婚に非常に興味を持っている。
真田 ユルゲン悦郎
声 - 黒田崇矢
莉々奈の父。娘のお見合いでは最初泣いていた。
真田 楓
声 - 皆口裕子
莉々奈の母。夫とは違い、娘の婚姻には協力的。
仁坂 騎士
声 - 石田彰
仁坂の父。婿養子に入ったため改姓している。旧姓は木戸。
仁坂 ユリエ
仁坂の母。元子役で元アイドル。幼少期の容貌は息子の悠介にそっくり。
仁坂 遥一
声 - 遊佐浩二
仁坂の兄。2歳年下の政府通知相手と結婚し子供をもうける。父親似。

## 用語
ゆかり法
正式名称は超・少子化対策基本法。ゆかり法という通称で世間一般に広く認知されている。
超少子化対策のため満16歳以上の男女は自由恋愛が禁止、国が「国民の遺伝子情報に基づいて決めた」最良の伴侶と恋愛をして結婚しなければならないと定められている。
自分で恋愛対象が選べないうえに性行為や子育てについて国から指導がはいるというデメリットの見返りとして、ゆかり法に従いさえすれば約束された幸せと安定した未来のため国から様々な恩恵を受けることが可能となる（結婚に至るまでのお膳立てや性行為に関しての後押しなど実用的であるが、本人たちの意思や予定は考慮されない。）。
ゆかり法の対象者が通知を特筆するような理由も無しに拒否すると社会不適合者と裏付けされる。その場合は違反者であることが明記されるため、就職をはじめとした本人の人生に大きな影響を与えることになる（違反者である本人だけでなく本人の家族や友人関係、指導する立場である教員や違反された側である「国民の遺伝子情報に基づいて決めた」最良の伴侶にまで影響するため、違反者本人だけの責任では終わらない。）。結婚後に夫婦生活が破綻した場合でも問題となり、特に模範となるべき厚生労働省の者の場合には厳しい処置がとられてしまう。
ゆかり法の対象者は、本人の出生時に親が対象者として申し込んだ者とされている。
通称が主人公と同じ名前だが関連は不明。
政府通知
基本的にゆかり法に関する政府からの連絡を指す。「国民の遺伝子情報に基づいて決めた」最良の伴侶が決定した対象者に対し、厚生労働省の職員が書類を持参して訪れるのが基本的な形式となっている。

## 書誌情報
- ムサヲ『恋と嘘』 講談社 〈講談社コミックス〉、全12巻
  1. 2015年1月9日発売[8]、ISBN 978-4-06-395284-1
  2. 2015年6月9日発売[9]、ISBN 978-4-06-395416-6
  3. 2015年11月9日発売[10]、ISBN 978-4-06-395546-0
  4. 2016年5月9日発売[11]、ISBN 978-4-06-395664-1
  5. 2016年11月9日発売[12]、ISBN 978-4-06-395792-1
    - 特装版 同日発売[13]、ISBN 978-4-06-362346-8

  6. 2017年6月9日発売[14]、ISBN 978-4-06-395952-9
    - 特装版 同日発売[15]、ISBN 978-4-06-510065-3

  7. 2018年4月9日発売[16]、ISBN 978-4-06-510382-1
    - 特装版 同日発売[17]、ISBN 978-4-06-511611-1

  8. 2018年11月16日発売[18]、ISBN 978-4-06-513246-3
    - DVD付き特装版 同日発売[19]、ISBN 978-4-06-397037-1

  9. 2019年7月9日発売[20]、ISBN 978-4-06-515497-7
    - 特別漫画小冊子付き特装版 同日発売[21]、ISBN 978-4-06-517035-9

  10. 2020年3月9日発売[22]、ISBN 978-4-06-518719-7
    - 特製ウォールステッカー付き特装版 同日発売[23]、ISBN 978-4-06-518880-4

  11. 2020年12月9日発売[24]、ISBN 978-4-06-521669-9
    - ディレクターズ・カット小冊子付き特装版 同日発売[25]、ISBN 978-4-06-521670-5

  12. 2022年1月7日発売[26][27]、ISBN 978-4-06-526394-5（美咲編）、ISBN 978-4-06-526395-2（莉々奈編）
- 『恋と嘘 公式ファンブック』 講談社〈KCデラックス〉、2017年7月7日発売[28]、ISBN 978-4-06-510129-2

## テレビアニメ
2017年2月にテレビアニメ化が発表され、同年7月より9月までTOKYO MX、サンテレビ、KBS京都ほかにて放送された。ナレーションは五十嵐柊役の喜多村英梨が務める。

### スタッフ
- 原作 - ムサヲ（講談社「週刊少年マガジン」編集部・DeNA「マンガボックス」連載）[30]
- 監督 - 宅野誠起[30]
- 助監督 - 臼井文明[30]
- シリーズ構成 - 高橋ナツコ[30]
- キャラクターデザイン・総作画監督 - 伊藤依織子[30]
- 美術設定 - 泉寛、イノセユキエ[30]
- 美術監督 - 齋藤幸洋[30]
- 色彩設計 - 小野寺笑子[30]
- 撮影監督 - 田村仁[30]
- 編集 - 吉武将人[30]
- 音響監督 - 鶴岡陽太[30]
- 音響効果 - 森川永子[30]
- 音楽 - 横山克、信澤宣明[30]
- プロデューサー - 竹内崇剛、立石謙介、古川慎、山崎陽平、山崎史紀、藤江将希、里見哲朗、相島豪太、伊藤裕史、櫻庭裕介、白石容子
- アニメーションプロデューサー - 柴宏和
- 制作 - ライデンフィルム[30]
- 製作 - 政府通知普及委員会

### 主題歌
「かなしいうれしい」
フレデリックによるオープニングテーマ。作詞・作曲は三原康司。
「Can't you say」
Roys作詞・作曲・歌唱によるエンディングテーマ。

### 各話リスト
| 話数   | サブタイトル        | 脚本       | 絵コンテ | 演出                 | 作画監督                                       | 総作画監督          |
| ------ | ------------------- | ---------- | -------- | -------------------- | ---------------------------------------------- | ------------------- |
| 第1話  | 初恋                | 高橋ナツコ | 宅野誠起 | 宅野誠起             | 石崎裕子、浦島美紀                             | 伊藤依織子          |
| 第2話  | 小さな嘘            | 池田臨太郎 | 阿部桃子 | 山内愛弥             | 二宮奈那子、上野卓志 梶浦紳一郎                | 伊藤依織子 小倉典子 |
| 第3話  | 見落とされた恋      | 綾奈ゆにこ | 太田里香 | 小平麻紀             | 高田奈央子、芳我恵理子 太田里香、星ノ郷ごはん  | 伊藤依織子 林志保   |
| 第4話  | 恋の科学            | 高橋ナツコ | 井出安軌 | 外山草               | 松岡謙治、成松義人 牛尾優衣、田中彩            | 伊藤依織子 吉田南   |
| 第5話  | 命がけの恋          | 高橋ナツコ | 山田雅之 | 山田雅之             | 石崎裕子、浦島美紀 冨谷美香                    | 伊藤依織子 小倉典子 |
| 第6話  | 恋を強いる檻        | 池田臨太郎 | 臼井文明 | 三浦和也             | 亀山千夏、能海知佳                             | 伊藤依織子 林志保   |
| 第7話  | 無言の嘘            | 綾奈ゆにこ | 小平麻紀 | 小平麻紀             | 田中彩                                         | 伊藤依織子 吉田南   |
| 第8話  | 嘘のない想い        | 綾奈ゆにこ | 渡邊哲哉 | 外山草 高田美里      | 星野玲香、牛尾優衣 冨谷美香、石崎裕子 浦島美紀 | 伊藤依織子 松岡謙治 |
| 第9話  | 嘘みたいな煌めきで  | 池田臨太郎 | 伊東優一 | 伊東優一             | 高田奈央子、芳我恵理子 太田里香、坂本一也      | 伊藤依織子 林志保   |
| 第10話 | すべてを捧げる恋    | 池田臨太郎 | 山下英美 | 山下英美             | 浦島美紀、冨谷美香 比久保弘之、宮本幸子        | 伊藤依織子 吉田南   |
| 第11話 | 嘘でもいいから      | 高橋ナツコ | 井出安軌 | 大塚隆寛             | 橋本航平、樋口香住 長尾圭悟、萩原みちる        | 伊藤依織子 林志保   |
| 第12話 | 恋と嘘              | 高橋ナツコ | 井出安軌 | 臼井文明             | 池田志乃、高瀬さやか 石崎裕子                  | 伊藤依織子 松岡謙治 |
| OAD    | 一生の恋 恋の気持ち | 高橋奈津子 | 井出安軌 | 石鄉岡範和、高田美里 | 石崎裕子、浦島美紀                             |                     |

### 放送局
| 放送期間               | 放送時間                     | 放送局     | 対象地域 | 備考                      |
| ---------------------- | ---------------------------- | ---------- | -------- | ------------------------- |
| 2017年7月4日 - 9月19日 | 火曜 0:00 - 0:30（月曜深夜） | TOKYO MX   | 東京都   |                           |
|                        |                              | サンテレビ | 兵庫県   |                           |
|                        |                              | KBS京都    | 京都府   |                           |
|                        |                              | BS11       | 日本全域 | BS放送 / 『ANIME+』枠     |
|                        | 火曜 1:00 - 1:30（月曜深夜） | tvk        | 神奈川県 |                           |
| 2017年7月7日 - 9月22日 | 金曜 22:00 - 22:30           | AT-X       | 日本全域 | CS放送 / リピート放送あり |

| 配信開始日    | 配信時間                     | 配信サイト                                                                           |
| ------------- | ---------------------------- | ------------------------------------------------------------------------------------ |
| 2017年7月4日  | 火曜 0:30（月曜深夜） 更新   | GYAO!                                                                                |
| 2017年7月5日  | 水曜 0:30 - 1:00（火曜深夜） | AbemaTV                                                                              |
|               | 水曜 0:30（火曜深夜） 更新   | ニコニコチャンネル                                                                   |
|               |                              | dTV Amazonビデオ Rakuten TV J:COMオンデマンド ビデオパス みるプラス ビデオマーケット |
|               | 水曜 1:00 - 1:30（火曜深夜） | ニコニコ生放送                                                                       |
|               | 水曜 12:00 更新              | dアニメストア アニメ放題 U-NEXT                                                      |
| 2017年7月12日 |                              | バンダイチャンネル Hulu アクトビラ                                                   |

### BD / DVD
| 巻 | 発売日         | 収録話         | 規格品番   | 規格品番  |
| 巻 | 発売日         | 収録話         | BD         | DVD       |
| -- | -------------- | -------------- | ---------- | --------- |
| 上 | 2017年10月4日  | 第1話 - 第6話  | ASBDP-1191 | ASBP-6072 |
| 下 | 2017年11月22日 | 第7話 - 第12話 | ASBDP-1192 | ASBP-6073 |

## 実写映画
2017年10月18日に、森川葵の主演で公開。マンガボックス作品の初映画化作品となり、女2人男1人の三角関係を描いた原作とは逆の、男2人女1人の三角関係を描くという設定のアナザーストーリーとなっている。主人公の仁坂葵は原作に登場する仁坂遥一の娘であり、仁坂悠介の姪にあたる。興行収入は7500万円。

### キャスト
- 仁坂葵 - 森川葵
- 司馬優翔 - 北村匠海
- 高千穂蒼佑 - 佐藤寛太
- 四谷大輔 - 徳井義実
- 小夏 - 浅川梨奈
- 秋帆 - 田辺桃子
- 仁坂遥一 - 遠藤章造
- 仁坂真理恵 - 三浦理恵子
- クレープ屋のおじさん - 温水洋一
- 高千穂司杜 - 木下ほうか
- 高千穂香澄 - 中島ひろ子

### スタッフ
- 原作 - ムサヲ
- 監督 - 古澤健
- 脚本 - 吉田恵里香
- 音楽 - 吉俣良
- 製作 - 村田嘉邦、勝股英夫、吉羽治、相馬信之、阿南雅浩、志村彰、松井毅
- エグゼクティブプロデューサー - 松本整、西山剛史
- プロデューサー - 大畑利久、柳昌寿、高石明彦
- アソシエイトプロデューサー - 小松重之、古林都子
- 撮影 - 宮本亘
- 証明 - 冨川英伸
- 録音 - 高野泰雄
- 美術 - 小林大介
- デザイン - 黒瀧きみえ
- 美術進行 - 中本孝史
- 選曲 - 石井和之
- 音響効果 - 赤澤有二
- VFXスーパーバイザー - 立石勝
- 編集 - 松竹利郎
- スクリプター - 山縣有希子
- 衣装 - 盛岡美代
- ヘアメイク - 酒井夢月
- 演出補 - 萩原孝昭
- 助監督 - 新山康幸
- 制作担当 - 土田守洋
- 製作 - 博報堂DYミュージック&ピクチャーズ、エイベックス・ピクチャーズ、講談社、A-Sketch、エイベックス・ミュージック・パブリッシング、The icon、ディー・エヌ・エー
- 制作プロダクション - The icon
- 配給 - ショウゲート

### 主題歌
主題歌「HELLO」
作詞・作曲 - 福山雅治 / 歌 - 阪本奨悟
挿入歌「恋と嘘 〜ぎゅっと君の手を〜」
歌 - 阪本奨悟

## 朗読劇
2022年11月9日から13日にTIAT SKY HALLで行われた。メインキャストは一部を除き、Wキャスト・トリプルキャストである。

### キャスト（朗読劇）
- 根島由佳吏 - 狩野翔 / 山谷祥生
- 高崎美咲 - 南早紀 / 岩田陽葵 / 山崎エリイ
- 真田莉々奈 - 大橋彩香 / 小山百代 / 豊田萌絵
- 仁坂悠介 - 小西成弥 / 今井文也 / 松本ひなた
- 一条花月 - 吉岡茉祐 / 松田彩希 / 三村遙佳
- 矢嶋基 - 汐谷文康 / 濱健人 / 長谷川芳明
- 五十嵐柊 - 船戸ゆり絵

アンサンブル
- うちだなな
- 豊永実紀
- 吉浜あずさ
- 田邊謙
- 櫻井尚輝
- 和田望伶
- 青海マホ
- 早川維織

### スタッフ（朗読劇）
- 演出 - 田邊俊喜
- 脚本 - Spacenoid Writers’ Room（平瀬美紀、白川ユキ、会沢青）
- 音楽 - manzo、亀田萌子